# اورکلیونگا
اورکلیونگا (به سوئدی: Örkelljunga) یک منطقهٔ مسکونی در سوئد است که در بخش اورکلیونگا واقع شده‌است. اورکلیونگا ۵٫۶۴ کیلومتر مربع مساحت و ۴٬۸۱۸ نفر جمعیت دارد.